# دختر عموی من ریچل (فیلم)
دختر عموی من ریچل (انگلیسی: My Cousin Rachel) فیلمی در ژانر مرموز و رمانتیک به کارگردانی هنری کاستر است که در سال ۱۹۵۲ منتشر شد. این فیلم بر اساس رمانی به همین نام نوشته دافنه دوموریه ساخته شد.

## بازیگران
- اولیویا دی هاویلند
- ریچارد برتون
- آدری دالتن
- جوزف مایکل کریگن
- جوزف مایکل کریگن
- آرجنتینا برونتی
- ماریو سیلتی
- رانالد اسکوایر
- جان ساتن
- لامزدن هیر
- ماریو سیلتی